# Policía Canaria

Emblem der Policía Canaria

Die Policía Canaria, auch als Cuerpo General de la Policía Canaria (CGPC) bezeichnet, ist die Polizei der Autonomen Gemeinschaft der Kanarischen Inseln.

## Geschichte
Die Policía Canaria wurde 2010 nach dem Vorbild der Policía Foral in Navarra gegründet und hat heute ca. 100 Mitarbeiter.

## Aufgaben
Aufgabe der Policía Canaria ist der Schutz von Menschen, Einrichtungen und Gebäuden. Sie arbeitet hierzu mit den staatlichen Polizeien Guardia Civil und Cuerpo Nacional de Policía zusammen. Darüber hinaus soll sie laut dem vom Parlament der Autonomen Gemeinschaft erlassenen Gesetz vom am 28. Mai 2008 als originäre Aufgabe Bestimmungen der autonomen Gemeinschaft umsetzen und überwachen.